# Synolabus nigripes
Synolabus nigripes is een keversoort uit de familie bladrolkevers (Attelabidae). De wetenschappelijke naam van de soort werd in 1824 gepubliceerd door John Lawrence LeConte.